# 1951 en Ontario
Chronologie de l'Ontario
- 1947
- 1948
- 1949
- 1950
- 1951
- 1952
- 1953
- 1954
- 1955

Cette page concerne des événements d'actualité qui se sont produits durant l'année 1951 dans la province canadienne de l'Ontario.

## Politique
- Premier ministre : Leslie Frost du parti progressiste-conservateur de l'Ontario
- Chef de l'Opposition :
- Lieutenant-gouverneur :
- Législature :

## Événements

### Octobre
- 27 octobre : premier traitement contre le cancer de radiothérapie par la bombe à cobalt à London (Ontario).

### Novembre
- 22 novembre : élection générale ontarienne. Leslie Frost et ses progressiste-conservateurs sont réélus avec un gouvernement majoritaire.

## Naissances
- 16 août : Irene Mathyssen, ancienne femme politique ontarienne.

## Décès
- 1er janvier : Frank Scott Hogg, astrophysicien (° 26 juin 1904).
- 3 janvier : Richard Langton Baker (en), député fédéral de Toronto-Nord-Est (1925-1926) et d'Eglinton (1930-1935) (° 14 mai 1870).
- 14 avril : Al Christie, réalisateur, producteur et scénariste (° 23 octobre 1881).
- 26 août : Bill Barilko, joueur de hockey sur glace (° 25 mars 1927).
- 1er septembre : Nellie McClung, féministe et députée d'Edmonton (circonscription provinciale) (en) (1921-1926) à l'Assemblée législative de l'Alberta (° 20 octobre 1873).
- 8 octobre : Charles William Jefferys, peintre, illustrateur, auteur et enseignant (° 25 août 1869).